# ایمن الظواهری

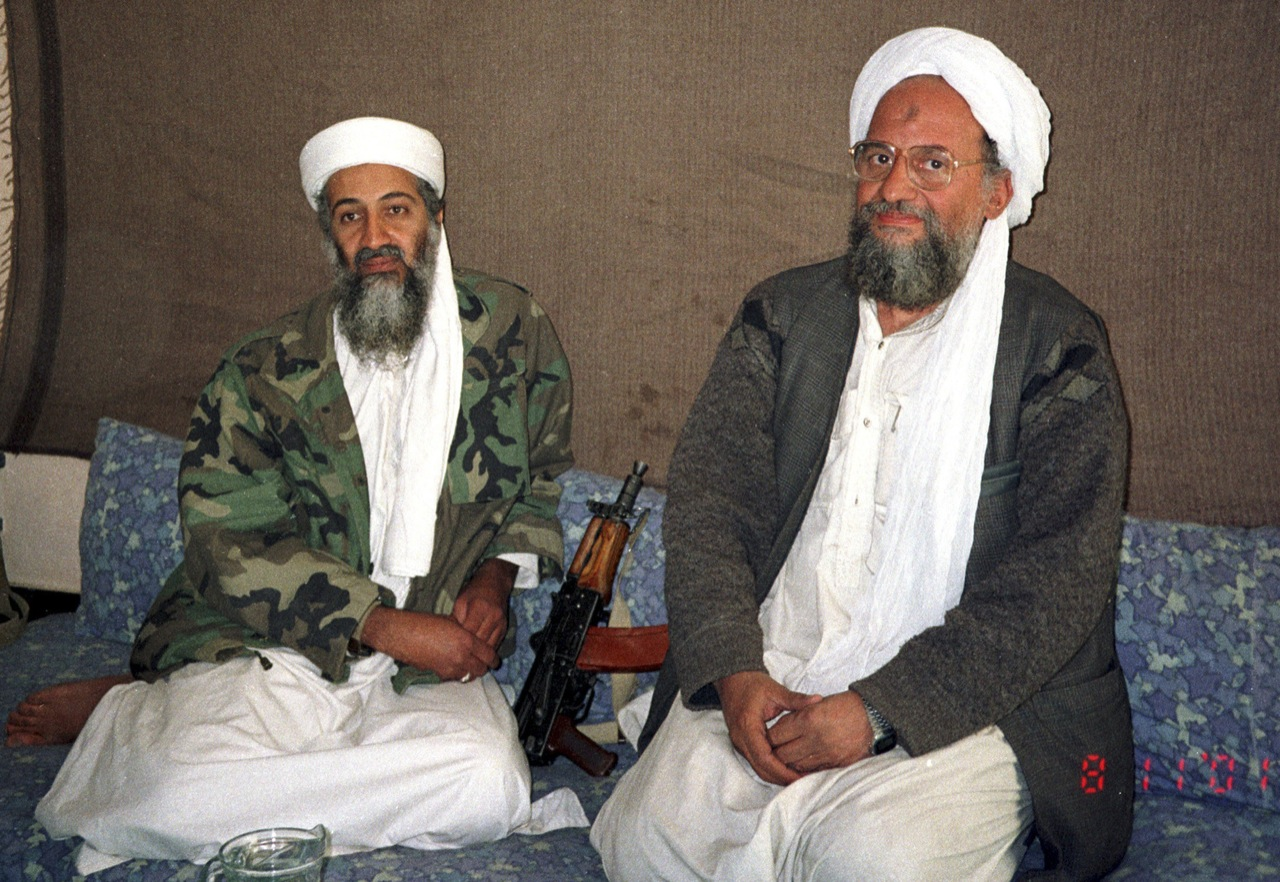
الظواهری و بن لادن، سال ۲۰۰۱ در کابل

ایمن محمد ربیع الظواهری (۱۹ ژوئن ۱۹۵۱ – ۳۱ ژوئیهٔ ۲۰۲۲) پزشک، ملا و تروریست متولد مصر بود. او در ژوئن ۲۰۱۱ به رهبری القاعده رسید و جانشین اسامه بن لادن شد که توسط نیروی دریایی آمریکا در پاکستان کشته شد. در ۳۱ ژوئیه ۲۰۲۲ (۹ اسد/مرداد ۱۴۰۱) الظواهری نیز توسط ایالات متحده در یک حملهٔ هواپیمای بدون سرنشین در افغانستان، در خانه‌ای متعلق به سراج‌الدین حقانی، یکی از مقامات بلندپایه طالبان، کشته شد.
الظواهری قبلاً یکی از اعضای ارشد سازمان‌های اسلام‌گرایی بود که حملات را در آسیا، آفریقا، آمریکای شمالی و اروپا را رهبری می‌کرد. او در سال ۲۰۱۲ از مسلمانان خواسته بود تا غربی‌ها را در کشورهای مسلمان بربایند.
وزارت امور خارجه ایالات متحده آمریکا پس از حملات ۱۱ سپتامبر برای اطلاعات یا خبرگیری که منجر به دستگیری ایمن الظواهری شود ۲۵ میلیون دلار جایزه تعیین کرد. او در سال ۱۹۹۹ توسط کمیتهٔ تحریم داعش و القاعده سازمان ملل متحد به‌عنوان یکی از اعضای القاعده تحت تحریم بین‌المللی قرار گرفت.

## آغاز زندگی
الظواهری در سال ۱۹۵۱ در شهر المعادی در نزدیکی قاهره در یک خانواده نسبتاً مرفه زاده شد. پدربزرگ ایمن الظواهری امام دانشگاه الازهر و پدرش دکتر داروساز و استاد دانشگاه قاهره بود. او یک خواهر دوقلو به نام هبا و یک برادر کوچکتر به نام محمد دارد. در ۲۳ سالگی و در رشتهٔ پزشکی از دانشگاه قاهره با درجهٔ خیلی ممتاز فارغ‌التحصیل شد. از او به‌عنوان دانشجویی درسخوان که از ورزش‌های خشن بیزار بوده یاد شده‌است. خواهر دوقلوی او هبا که استاد مؤسسه ملی سرطان در قاهره است او را ساکت و خجالتی توصیف می‌کند.

## فعالیت‌های نظامی

### مصر
ایمن الظواهری در ۱۴ سالگی به اخوان‌المسلمین پیوست. پس از اعدام سید قطب به اتهام خیانت، به عضویت گروه جهاد اسلامی مصر درآمد. پس از ترور انور سادات، رئیس‌جمهور مصر در ۱۹۸۱ وی و همفکرانش در عملیات پلیسی و امنیتی در مصر دستگیر و محاکمه شدند. در دادگاه از آنجا که وی مسلط به زبان انگلیسی بود به عنوان سخنگوی زندانیان جهاد اسلامی مصر انتخاب شد. سخنرانی‌هایش در دادگاه باعث جلب افکار عمومی نسبت به وی شد. پس از آزادی از زندان در ۱۹۸۴ از مصر خارج شد. او نخست به عربستان سعودی رفت و سپس از طریق پیشاور پاکستان برای جنگ با شوروی همراه با دیگر مجاهدین عرب به افغانستان رفت.

### افغانستان
آمریکا در سال ۱۹۹۷ ایمن الظواهری را مسئول کشتار توریست‌های غربی در قتل‌عام اقصر معرفی کرد. او در سال ۱۹۹۹ در یک محکمه نظامی غیابی در مصر به مرگ محکوم شد. الظواهری در این سال‌ها با جعل هویت به کشورهای مختلفی مانند سوئیس، روسیه، بلغارستان، عراق، ایران، و دانمارک سفر کرد. او در سال ۱۹۹۶ به خاطر پایان مدت ویزا به مدت ۶ ماه در جمهوری چچن در بازداشت نیروهای امنیتی روسیه بود.
در سال ۱۹۹۷ ایمن الظواهری به جلال‌آباد افغانستان رفت تا با اسامه بن لادن برای به‌کارگیری القاعده برای جهاد با یهودی‌ها و صلیبی‌ها متحد شود. او خیلی زود به نفر دوم القاعده و معتمد بن لادن تبدیل شد.
وی به عنوان نفر دوم شبکه القاعده همچون اسامه بن لادن در ارتباط با حملات تروریستی بسیاری در سراسر جهان از جمله بمب‌گذاری‌های ۷ اوت ۱۹۹۸ در سفارتخانه‌های آمریکا در دارالسلام (تانزانیا) و نایروبی (کنیا)، حمله به کشتی جنگی یواس‌اس کول، حملات ۱۱ سپتامبر ۲۰۰۱ به مرکز تجارت جهانی و پنتاگون تحت تعقیب بین‌المللی قرار داشت. او مطابق قطعنامهٔ ۱۲۶۷ شورای امنیت سازمان ملل به‌خاطر عضویت مؤثر در گروه القاعده تحریم شد. وزارت امور خارجهٔ آمریکا مبلغ ۲۵ میلیون دلار جایزهٔ نقدی را برای اطلاعاتی که به دستگیری یا کشته شدن او منجر شود اختصاص داد. اسم او در فهرست ده رهبر خطرناک‌ترین گروه‌های تروریستی ذکر شده‌است.
پس از حمله آمریکا به افغانستان و فروپاشی حکومت طالبان، ایمن الظواهری نیز مانند بن لادن به کوهستان‌های افغانستان گریخت. پس از کشته شدن اسامه بن لادن، ایمن الظواهری رهبری القاعده را برعهده گرفت. او در این سال‌ها فعالیت‌های القاعده را از مخفیگاه‌های خود اداره می‌کرد. با گسترش فعالیت دیگر گروه‌های جهادی در جهان و ظهور داعش از نفوذ الظواهری و القاعده کاسته شد.

## ادعاهای فعالیت

### شبه‌قارهٔ هند
در شهریور ۱۳۹۳ آفتاب نیوز گزارش‌داد ایمن الظواهری سرکردهٔ شبکه القاعده ادعا کرده‌است که این شبکه در هندوستان نفوذ کرده و قوانین شرع را در کل این شبه‌قاره حاکم خواهد کرد. شبه‌قارهٔ هند معمولاً به هندوستان، پاکستان، بنگلادش و نپال اشاره دارد. این سخنان ایمن الظواهری باعث شد که بلافاصله دولت هند در سه ایالت این کشور که جمعیت مسلمان دارد حالت فوق‌العاده اعلام کند. اما با این همه، به‌نوشتهٔ سایت آفتاب نیوز در همین گزارش عنوان شد که برخی کارشناسان بنا بر گزارش این سایت معتقدند این فایل تصویری، بیشتر برای اعلام وجود و رقابت با گروه‌های مشابه نظیر داعش است.

### ایران
ظاهراً الظواهری به نمایندگی از القاعده با جمهوری اسلامی ایران همکاری می‌کرد. لارنس رایت گزارش می‌دهد که: «علی محمد یکی از اعضای جهاد اسلامی مصر به اف‌بی‌آی گفته‌است که این گروه، یک کودتا را در مصر در سال ۱۹۹۰ طراحی کرده بود». الظواهری انقلاب ۱۳۵۷ ایران را مطالعه کرده بود و به‌دنبال آموزش از ایرانیان در مورد چگونگی تکرار این رویداد علیه دولت مصر بود.
او به ایران اطلاعاتی دربارهٔ طرح دولت مصر برای یورش به چندین جزیره در خلیج فارس ارائه کرد که هم ایران و هم امارات متحدهٔ عربی ادعای مالکیت آن را دارند. به گفتهٔ محمد، در ازای این اطلاعات، دولت ایران ۲ میلیون دلار به الظواهری پرداخت و به آموزش اعضای گروه الجهاد در یک کودتا کمک کرد که در واقع هرگز انجام نشد.
الظواهری در عموم به‌شدت دولت ایران را محکوم کرد. در دسامبر ۲۰۰۷ او گفت: «ما ایران را در حال همکاری با آمریکا در تهاجماتش به افغانستان و عراق کشف کردیم». او در همین پیام‌های ویدیوئی ایران را به‌خاطر تکرار این جوک مضحک مبنی بر اینکه القاعده و طالبان عوامل آمریکا هستند سرزنش کرد.
با وجود تکرار شعار «مرگ بر آمریکا، مرگ بر اسرائیل» از سوی ایران، ما حتی یک فتوا از یک مرجع شیعه، چه در ایران و چه در جاهای دیگر نشنیده‌ایم که در عراق و افغانستان علیه آمریکایی‌ها دعوت به جهاد کند.
الظواهری گفت: «ایران چاقو به پشت ملت اسلام زده‌است».
در آوریل ۲۰۰۸ الظواهری رسانه‌های دولتی ایران و شبکهٔ المنار را به‌خاطر تداوم این دروغ مبنی بر این‌که هیچ قهرمانی در میان سنی‌ها وجود ندارد که بتواند مانند هیچ‌کس دیگری در تاریخ به آمریکا آسیب برساند برای بی‌اعتبار کردن شبکهٔ القاعده سرزنش کرد. اشارهٔ الظواهری به برخی از تئوری‌های توطئه ۱۱ سپتامبر بود که بر اساس آن القاعده مسئول حملات ۱۱ سپتامبر نبود. در هفتمین سالگرد حملات ۱۱ سپتامبر ۲۰۰۱ الظواهری نواری ۹۰ دقیقه‌ای را منتشر کرد که در آن «ولی امر مسلمین در تهران» را به‌دلیل به رسمیت شناختن «دو دولت اجیر» عراق و افغانستان به باد انتقاد گرفت.

## اختلاف با داعش
القاعده و داعش از همان ابتدا با هم اختلافات بنیادین داشتند. در سپتامبر سال ۲۰۱۵ همزمان با سالگرد حملات ۱۱ سپتامبر، ایمن الظواهری با حمله به ابوبکر بغدادی سرکردهٔ داعش گفت: ما او را فردی شایسته برای خلافت نمی‌دانیم. ایمن الظواهری در پیام صوتی خود افزود: البغدادی با حمایت برخی افراد ناشناس و از طریق زور و انفجار خودروهای بمب‌گذاری شده به‌جای ترغیب مردم و دادن حق انتخاب به آنها خود را خلیفه معرفی می‌کند و اقدام به تشکیل چیزی کرده که آن را دولت اسلامی می‌داند. الظواهری با انتقاد از سرکردهٔ داعش گفت: در حالی‌که غزه به‌وسیلهٔ بمب‌های اسرائیلی به آتش کشیده می‌شود و می‌سوزد، ابوبکر البغدادی هیچ‌گونه حمایتی از مردم فلسطین و حتی به‌صورت لفظی و زبانی نکرده‌است، تمام هم و غم و فکر و ذکر او در این روزها این است که همه نسبت به او ابراز وفاداری کنند و او را خلیفه بخوانند، بدون این‌که نظر آن‌ها را جویا شود. الظواهری در ادامه، فعالیت‌های البغدادی را باعث ایجاد فتنه در میان گروهی دانست که وی آن‌ها را مجاهدان خواند و تأکید کرد بر اساس ادلهٔ شرعی و تاریخی و مستندات موجود، البغدادی لیاقت خلیفه بودن را ندارد.

## کشته شدن
سرنگونی جمهوری اسلامی افغانستان و بازگشت طالبان باعث شدند تا در اوایل سال ۲۰۲۲ ایمن الظواهری به خانواده خود در کابل بپیوندد  و در این شهر ساکن شود.
الظواهری در ۳۱ ژوئیهٔ ۲۰۲۲ اندکی پس از ساعت ۶ صبح به وقت محلی در یک حملهٔ هواپیمای بدون سرنشین توسط سازمان اطلاعات مرکزی ایالات متحده در محلهٔ مجلل شیرپور کابل کشته شد. یک مقام ارشد دولت آمریکا گفت: «ایالات متحده در طول آخر هفته یک عملیات ضدتروریستی را علیه یک هدف مهم القاعده در افغانستان انجام داد. عملیات موفقیت‌آمیز بود و به غیرنظامیان تلفاتی وارد نشد». وزارت دفاع ایالات متحده آمریکا مسئولیت این حمله را رد کرد در حالی‌که ستاد فرماندهی مرکزی ایالات متحده آمریکا از اظهار نظر خودداری کرد. رئیس‌جمهور جو بایدن در شامگاه ۱ اوت ۲۰۲۲ با تأخیر دو روزه برای بررسی دقیق موفقیت عملیات، در کاخ سفید اعلام کرد که جامعهٔ اطلاعاتی ایالات متحده آمریکا الظواهری را درحالی‌که او در اوایل سال ۲۰۲۲ به مرکز شهر کابل نقل مکان کرده بود شناسایی کرد و او یک هفته پیش از حمله، دستور آن را صادر کرده بود. بایدن همچنین اظهار داشت که این عملیات هیچ تلفات غیرنظامی نداشته و به اعضای خانوادهٔ الظواهری نیز آسیبی وارد نشده‌است.